# 岡山県道338号市場津山線
岡山県道338号市場津山線（おかやまけんどう338ごう いちばつやません）は、岡山県苫田郡鏡野町から津山市に至る一般県道である。

## 概要
岡山県苫田郡鏡野町香々美と津山市二宮を結ぶ。

### 路線データ
- 起点：苫田郡鏡野町香々美（香々美交差点、岡山県道392号百谷寺元線交点）
- 終点：津山市二宮（二宮交差点、国道179号交点）
- 総延長：7.4 km

## 歴史
- 1960年（昭和35年）3月18日 - 岡山県告示第335号により認定される。
- 1972年（昭和47年） - 岡山県の県道番号再編により現行の路線番号に変更される。

## 路線状況

### 重複区間
- 岡山県道339号西一宮中北上線（津山市下田邑）

## 地理

### 通過する自治体
- 岡山県
  - 苫田郡鏡野町 - 津山市

### 交差する道路
| 交差する道路                             | 市町村名 | 市町村名 | 交差する場所 | 交差する場所        |
| ---------------------------------------- | -------- | -------- | ------------ | ------------------- |
| 岡山県道392号百谷寺元線                  | 苫田郡   | 鏡野町   | 香々美       | 香々美交差点 / 起点 |
| 津山広域農道                             | 津山市   | 津山市   | 上田邑       | 田邑交差点          |
| 岡山県道339号西一宮中北上線 重複区間起点 | 津山市   | 津山市   | 下田邑       |                     |
| 岡山県道339号西一宮中北上線 重複区間終点 | 津山市   | 津山市   | 下田邑       |                     |
| 国道53号 / 津山バイパス                  | 津山市   | 津山市   | 二宮         |                     |
| 国道179号                                | 津山市   | 津山市   | 二宮         | 二宮交差点 / 終点   |

### 沿線
- 美和山古墳群
- 津山市立津山西中学校（終点付近）